# Antico santuario di Nossa Senhora de Caravaggio
L'antico santuario di Nossa Senhora de Caravaggio è il più grande santuario mariano di tutto il Brasile, nella cittadina di Farroupilha, nel sud della repubblica.

## Storia
La storia inizia con la donazione da parte di Natale Faoro di una icona della Vergine di Caravaggio da venerare nella cappellina di Linha Palmeiro, facente parte oggi di Bento Gonçalves. Nel 1885 fu donata da parte dello scultore italiano Pietro Stangherlin anche una statua in legno della Madonna, che venne collocata nei pressi dell'altare maggiore.
Nel 1890 venne inaugurata una igreja matriz (prima chiesa) che diede il nome alla popolazione che si stava formando intorno al territorio. Il 26 maggio 1921 la parrocchia fu elevata alla dignità di santuario e attualmente riunisce circa 140 famiglie. Dal 1959  Nossa Senhora de Caravaggio diventa patrona della diocesi di Caxias do Sul. Dal 1963 il tempietto è diventato semplice cappella ed ha ceduta lo stato di chiesa principale (matriz) alla chiesa costruita a lato capace di contenere circa 2.000 persone.

## Altre immagini

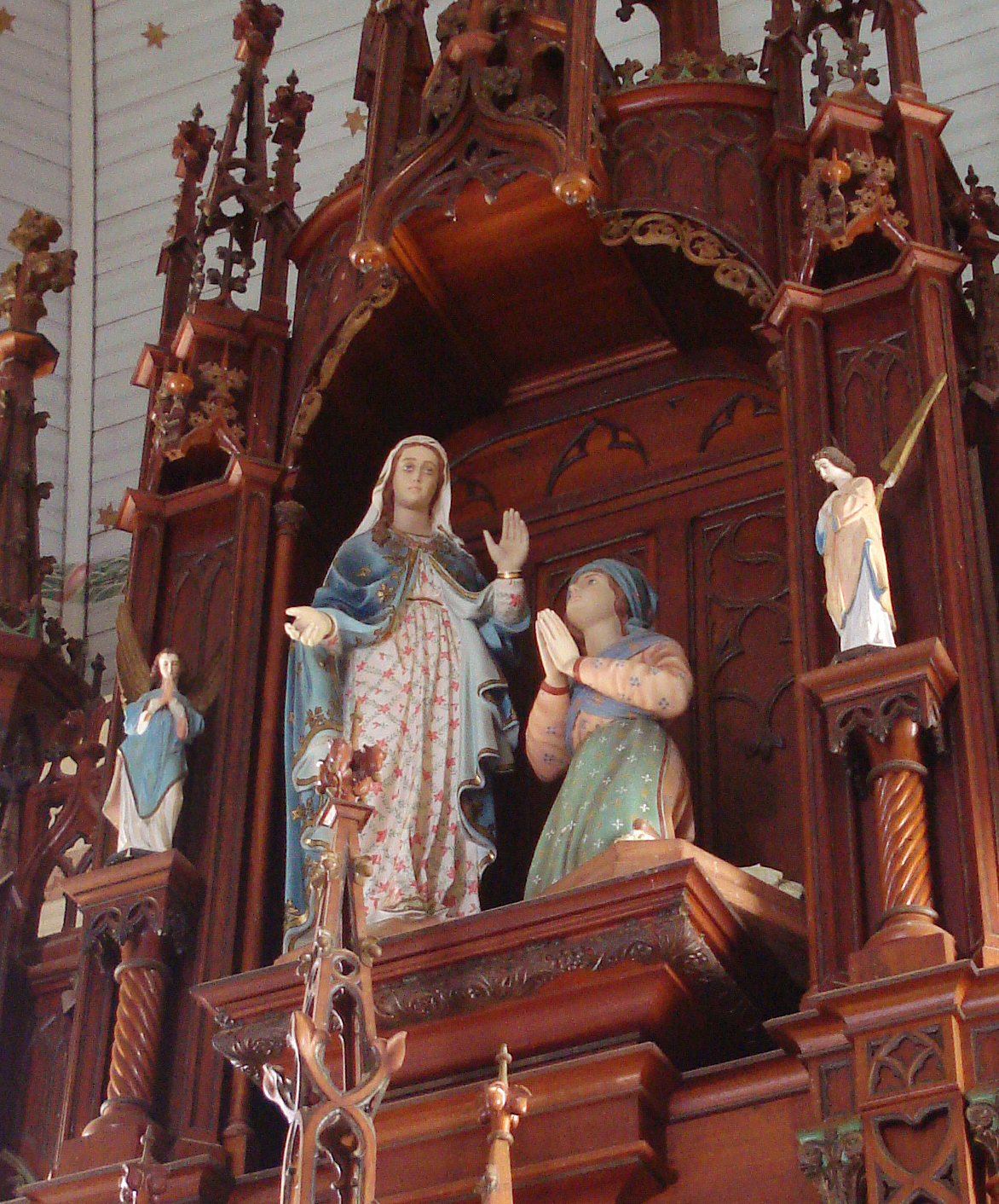
Immagine della Vergine
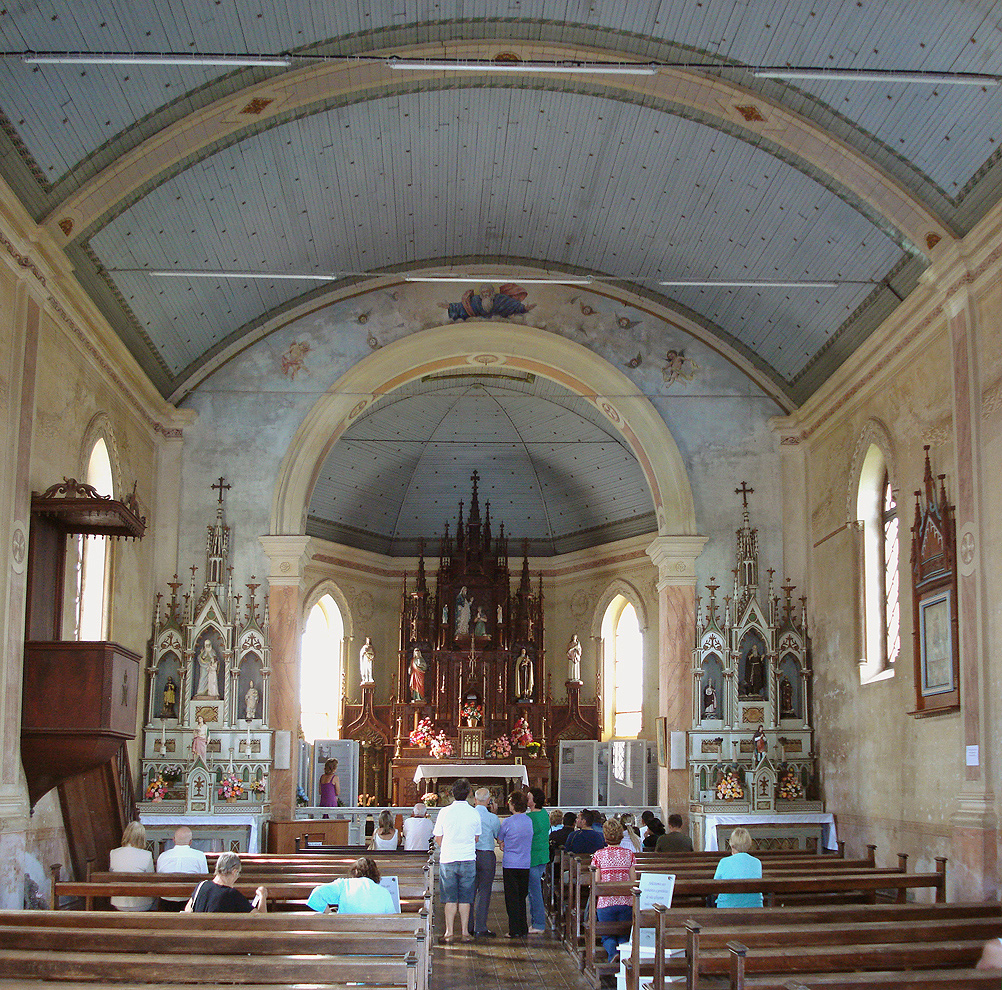
Interno